# 50-й отдельный моторизованный инженерный батальон
50-й отдельный моторизованный инженерный батальон — часть в РККА Вооружённых Сил СССР во время Великой Отечественной войны.

## История
Сформирован в Ленинградском военном округе в июне 1940 года в составе 1-го механизированного корпуса на базе сапёрного эскадрона 25-й кавалерийской дивизии.
В составе действующей армии с 22 июня 1941 по 14 августа 1941 как 50-й отдельный инженерный батальон и с 14 августа 1941 по 2 сентября 1943 года как 50-й отдельный моторизованный инженерный батальон.
Перед началом войны был изъят из состава корпуса на выполнение специальных работ и возвращён в корпус только 1 июля 1941 года, в дальнейшем до 9 июля 1941 года выполнял специальные задания штаба Северо-Западного фронта по охране, подготовке к подрыву и собственно подрыву мостов через реки Великая и Череха..
При подрыве железнодорожного моста через Великую в черте Пскова, сапёры из состава батальона совершили подвиг: жертвуя собой, при приближении противника, подорвали мост. Наряду с командиром взвода С. Г. Байковым, удостоенного звания Героя Советского Союза, орденами Ленина были награждены младший сержант Н. И. Панов и рядовые П. И. Алексеев, А. И. Анашенков, Д. П. Комляшев, Н. К. Никитин и И. И. Холявин.
В то же время автомобильный мост в трёх километрах от железнодорожного, был подорван ранее, чем нужно, в результате чего на западном берегу реки остались части 111-й и 118-й стрелковых дивизий, в результате чего бойцы были вынуждены переправляться через реку под огнём противника вплавь и на подручных средствах, бросая вооружение, следствием чего стала потеря боеспособности соединениями.
В дальнейшем также, числясь в составе корпуса, действовал в интересах и по заданию командования фронта, отходя к Луге, затем к Новгороду. 14 августа 1941 уже и формально изъят из состава корпуса и был подчинён командованию Новгородской армейской оперативной группы. До конца года ведёт свою деятельность под Новгородом. С 1942 года действует южнее озера Ильмень, осуществляет инженерной обеспечение деятельности войск фронта в ходе Демянских наступательных операций 1942-го и 1943-го годов, летних боях 1943 года за Старую Руссу
2 сентября 1943 года расформирован.

## Подчинение
| Подчинение по месяцам | Подчинение по месяцам | Подчинение по месяцам                     | Подчинение по месяцам       | Подчинение по месяцам |
| Дата                  | Фронт (округ)         | Армия                                     | Корпус (группа)             | Примечания            |
| --------------------- | --------------------- | ----------------------------------------- | --------------------------- | --------------------- |
| 22 июня 1941 года     | Северный фронт        | -                                         | 1-й механизированный корпус | —                     |
| 01 июля 1941 года     | Северо-Западный фронт | 11-я армия                                | 1-й механизированный корпус | —                     |
| 10 июля 1941 года     | Северо-Западный фронт | 11-я армия                                | 1-й механизированный корпус | —                     |
| 1 августа 1941 года   | Северо-Западный фронт | -                                         | 1-й механизированный корпус | —                     |
| 1 сентября 1941 года  | Северо-Западный фронт | Новгородская армейская оперативная группа | -                           | -                     |
| 1 октября 1941 года   | Северо-Западный фронт | -                                         | -                           | точных данных нет     |
| 1 ноября 1941 года    | Северо-Западный фронт | -                                         | -                           | точных данных нет     |
| 1 декабря 1941 года   | Северо-Западный фронт | -                                         | -                           | —                     |
| 1 января 1942 года    | Северо-Западный фронт | -                                         | -                           | —                     |
| 1 февраля 1942 года   | Северо-Западный фронт | -                                         | -                           | —                     |
| 1 марта 1942 года     | Северо-Западный фронт | -                                         | -                           | —                     |
| 1 апреля 1942 года    | Северо-Западный фронт | -                                         | -                           | —                     |
| 1 мая 1942 года       | Северо-Западный фронт | -                                         | -                           | —                     |
| 1 июня 1942 года      | Северо-Западный фронт | -                                         | -                           | —                     |
| 1 июля 1942 года      | Северо-Западный фронт | -                                         | -                           | —                     |
| 1 августа 1942 года   | Северо-Западный фронт | -                                         | -                           | —                     |
| 1 сентября 1942 года  | Северо-Западный фронт | -                                         | -                           | —                     |
| 1 октября 1942 года   | Северо-Западный фронт | -                                         | -                           | —                     |
| 1 ноября 1942 года    | Северо-Западный фронт | -                                         | -                           | —                     |
| 1 декабря 1942 года   | Северо-Западный фронт | 11-я армия                                | -                           | —                     |
| 1 января 1943 года    | Северо-Западный фронт | 11-я армия                                | -                           | —                     |
| 1 февраля 1943 года   | Северо-Западный фронт | 11-я армия                                | -                           | —                     |
| 1 марта 1943 года     | Северо-Западный фронт | -                                         | -                           | —                     |
| 1 апреля 1943 года    | Северо-Западный фронт | 27-я армия                                | -                           | —                     |
| 1 мая 1943 года       | Северо-Западный фронт | 34-я армия                                | -                           | —                     |
| 1 июня 1943 года      | Северо-Западный фронт | 34-я армия                                | -                           | —                     |
| 1 июля 1943 года      | Северо-Западный фронт | 34-я армия                                | -                           | —                     |
| 1 августа 1943 года   | Северо-Западный фронт | 34-я армия                                | -                           | —                     |
| 1 сентября 1943 года  | Северо-Западный фронт | -                                         | -                           | точных данных нет     |

## Командиры
- капитан Алексей Дмитриевич Ильченко.

## Отличившиеся воины полка
| Награда | Ф. И.О.                   | Должность                 | Звание            | Дата награждения | Примечания                                                    |
| ------- | ------------------------- | ------------------------- | ----------------- | ---------------- | ------------------------------------------------------------- |
|         | Байков, Семён Григорьевич | командир сапёрного взвода | младший лейтенант | 16.03.1942       | посмертно, погиб 08.07.1941, подорвав мост, пожертвовав собой |

## Другие инженерно-сапёрные подразделения с тем же номером
- 50-й отдельный сапёрный батальон Западного фронта
- 50-й отдельный сапёрный батальон 17-го стрелкового корпуса
- 50-й отдельный сапёрный батальон 363-й стрелковой дивизии 2-го формирования
- 50-й гвардейский отдельный сапёрный батальон
- 50-й отдельный инженерный батальон 12,18 армий
- 50-й отдельный инженерно-сапёрный батальон
- 50-й отдельный штурмовой инженерно-сапёрный батальон